# Пробактрозавр
Пробактрозавры (лат. Probactrosaurus) — род растительноядных птицетазовых динозавров надсемейства Hadrosauroidea. Единственный вид — Probactrosaurus gobiensis — обитал в Китае в раннем меловом периоде. 

## Открытие и виды

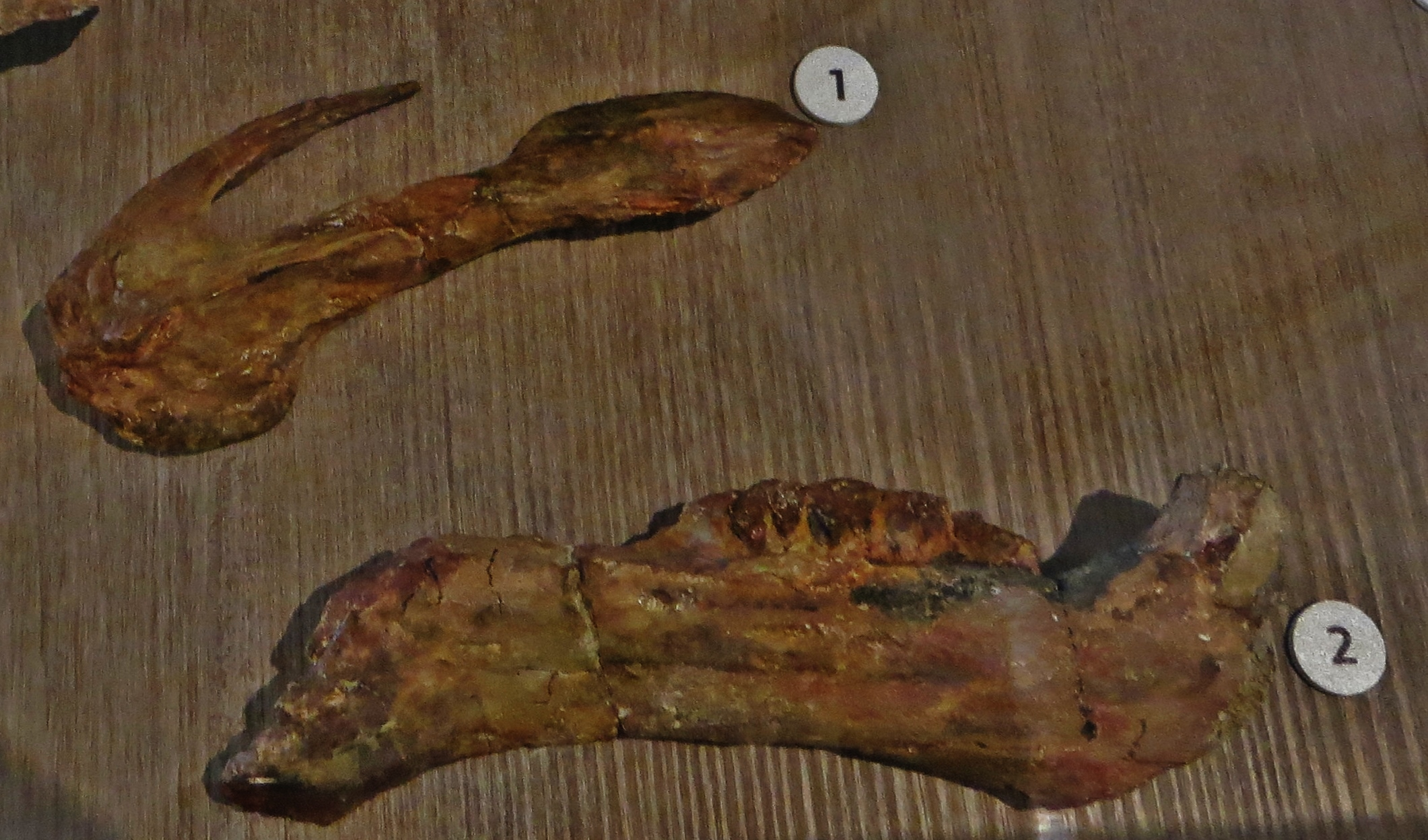
Нижняя челюсть и носовая кость

Остатки орнитопода были найдены в ходе Советско-Китайской палеонтологической экспедиции в 1959 году. Эти находки впоследствии были описаны А. К. Рождественским в 1966 году как «пробактрозавр гобийский» (Probactrosaurus gobiensis)  Родовое название связано с гипотезой Рождественского о том, что Probactrosaurus являлся прямым предком Bactrosaurus. Видовое название отсылает на пустыню Гоби, на территории которой были обнаружены фоссилии.
Образец голотипа, PIN 2232/1, представляет собой частичный скелет с черепом, который был найден в слоях формации Мяогоу (местность Маорту; первоначально интерпретировалась как близлежащая формация Дашуйгоу). Вместе с ним был обнаружен ещё один частичный скелет, PIN 2232-10, а также множество других разрозненных фрагментов.
В 1966 году Рождественский также описал второй вид, Probactrosaurus alashanicus, на основе фрагментарного материала (видовое название связано с аймаком Алашань, на территории которого были обнаружены окаменелости). Однако в 2002 году Дэвид Норман (David Bruce Norman) опубликовал пересмотр рода, в котором сообщил, что голотип P. alashanicus — задняя часть черепа — был утерян после отправки из Москвы в Пекин. Он пришёл к выводу, что этот вид является синонимом P. gobiensis. 
В 1997 году  Люй Цзюньчан (Lü Junchang) описал третий вид — Probactrosaurus mazongshanensis, основанный на голотипе IVPP V.11333, найденном в 1992 году в местонахождении Аккурган в слоях формации Zhonggou, датированных альбом (Субэй-Монгольский автономный уезд, городской округ Цзюцюань, провинция Ганьсу, Китай). Позднее вид сближали с альтирином и Equijubus, а в 2014 году выделили в отдельный род Gongpoquansaurus.

## Описание

Размеры в сравнении с человеком

Пробактрозавр был растительноядным динозавром. В 2010 году Пол Серено оценил его длину в 5,5 метра, а вес — в одну тонну. Пробактрозавр имел лёгкое телосложение, относительно длинные и тонкие конечности и кисти, а также небольшой шип на большом пальце. У него была узкая морда, вытянутые челюсти с зубными батареями, каждая из которых состояла из двух наложенных друг на друга рядов уплощённых щёчных зубов; третий ряд замещающих зубов только начинал формироваться. Вероятно, он передвигался преимущественно на четырёх конечностях и имел некоторые общие черты с более поздними гадрозаврами.

## Классификация
Изначально род был отнесен Рождественским к Iguanodontidae, однако дальнейшие исследования указывают на его принадлежность к базальным гадрозавроидам и близость к гадрозавроморфам.